# 16-ті (Її Величності) улани
16 Лансьєрський полк Її Величності (англ. 16th (The Queen's) Lancers) — кавалерійський полк Британської армії сформований у 1759 році як легкий драгунський. У 1816 році переформований в лансьєрський, а у 1922 об'єднаний з 5-м лансьєрським полком у 16-ті/5-ті лансьєрські полки.